# Bauhinia longifolia
Bauhinia longifolia là một loài thực vật có hoa trong họ Đậu. Loài này được (Bong.) Steud. miêu tả khoa học đầu tiên.